# لا تلمس منصبي (برنامج فرنسي)
لا تلمس منصبي!  !Touche pas à mon poste (المعروف أيضا بالاسم المختصر «تي بي إم بي» "TPMP") هو برنامج تلفزيوني فرنسي ساخر وموضوعي يُعنى بأخبار التلفزيون ووسائل الإعلام. يبث مباشرة على قناة دي 8، التي تنتجها شركة H2O للإنتاج.